# Davao City
Davao City is de grootste stad in het zuiden van de Filipijnen. De stad is gelegen op het zuidelijke eiland Mindanao aan de voet van Mt. Apo, de hoogste berg van de Filipijnen (2954m). Davao City telde bij de laatste census in 2010 bijna 1,5 miljoen inwoners, waarmee het de vierde stad van de Filipijnen was. Het is de regionale hoofdstad van Davao Region.
Vlak bij de stad ligt het internationale vliegveld van Davao, genaamd Francisco Bangoy International Airport.
Qua oppervlakte is Davao City de grootste stad van het land. Er is weinig hoogbouw, vooral vanwege het risico op aardbevingen in deze streken. De lanen zijn er breed en het is er zeer groen.

## Geschiedenis
Hoewel de Spanjaarden al sinds de 16e eeuw grote delen van de Filipijnen gekoloniseerd hadden, was de Spaanse invloed in het zuidelijke deel van de archipel beperkt. In 1848 leidde de Spanjaard Don Jose Uyanguren een expeditie naar gebied waar tegenwoordig Davao City is gesitueerd. Hij versloeg een lokale heerser Datu Bago en stichtte een nederzetting in een gebied met moerassen en mangrovegebieden dat tegenwoordig bekend staat als Bolton Riverside. Uyanguren noemde de regio Nueva Guipúzcoa, naar de Spaanse plaats waar hij afkomstig van was en werd de eerste Spaanse gouverneur van de regio.
In 1900, toen de Verenigde Staten de Spaanse kolonie overgenomen hadden, ontstond er in de streek meer private landbouw. De verbindingen met het Noorden op gebied van transport en communicatie werden verbeterd.
Haar eerste boost kreeg Davao toen de Japanse ondernemer Kichisaburo Ohta rechten verkreeg om er kokosnoot en abacá te verbouwen. Dit zorgde voor een eerste Japanse invasie van Japanse werkkrachten. Agricultuur werd de basis van de groeiende economie van de regio.
Davao City werd een stad toen president Manuel Quezon op 16 oktober 1936 een hiertoe gemaakte en door het Filipijns Congres aangenomen wet ondertekende.
Op 8 december 1941 bombardeerden de Japanners de stad. In 1945 werd de stad met Amerikaanse hulp bevrijd na een bezetting van drie jaar.
In 1970 werd Davao de regionale hoofdstad van Zuidelijk Mindanao.
Tussen 1998 en 2016 was het burgemeesterschap van Davao City in handen van de latere president Rodrigo Duterte, slechts onderbroken tussen 1998 en 2001, waarin hij parlementslid was, en tussen 2010 en 2013, de eerste termijn van zijn dochter Sara Zimmerman Duterte, beter bekend als Inday Sara. Sinds 2016 is zij opnieuw burgemeester.
Op 2 september 2016 werd er in de stad een bomaanslag gepleegd, die werd opgeëist door de terroristische organisatie Abu Sayyaf. Er vielen veertien doden. Op het moment van de aanslag was president Rodrigo Duterte ook aanwezig in de stad. Hierop kondigde Duterte de 'staat van wetteloosheid' af. Dit gaf Duterte totale zeggenschap over de veiligheidsdiensten. Een week later werden 9.000 soldaten richting Sulu gestuurd om de strijd tegen Abu Sayyaf op te voeren.

## Geografie

### Topografie
Davao City ligt hemelsbreed op zo'n 960 kilometer ten zuidoosten van de Filipijnse hoofdstad Manilla op het zuidelijke eiland Mindanao. De stad is gesitueerd aan de Golf van Davao op 190 km ten zuidoosten van Cagayan de Oro, 135 km ten oosten Cotabato City en 125 km ten noorden van General Santos. Davao City ligt ingeklemd tussen de provincies Davao del Norte in het noorden, Davao del Sur in het zuiden en Cotabato in het westen. Met de klok mee gezien worden de stad begrensd door de gemeenten Talaingod in het noorden, Santo Tomas, Braulio E. Dujali en Panabo in het noordoosten, de Golf van Davao in het oosten en zuidoosten, Digos en Santa Cruz in het zuiden, Makilala en Bansalan in het zuidwesten en Arakan en Magpet in het westen.
De stad is met een oppervlakte van 2443,6 km² de grootste stad van de Filipijnen, nog voor Puerto Princesa in Palawan. Het westen van de stad is heuvelachtig. Naar de kust toe aan de oostzijde loopt het terrein langzaamaan naar beneden. In het zuidwestelijke puntje van Davao City ligt Mount Apo, met 2954 m de hoogste berg van de Filipijnen. Een deel van het rondom de berg gelegen Mount Apo Natural Park valt binnen de stadsgrenzen van Davao City.

### Bestuurlijke indeling
Davao City is onderverdeeld in de volgende 182 barangays:
| - Acacia - Agdao - Alambre - Alejandra Navarro - Alfonso Angliongto Sr. - Angalan - Atan-Awe - Baganihan - Bago Aplaya - Bago Gallera - Bago Oshiro - Baguio - Balengaeng - Baliok - Bangkas Heights - Bantol - Baracatan - Barangay 1-A - Barangay 10-A - Barangay 11-B - Barangay 12-B - Barangay 13-B - Barangay 14-B - Barangay 15-B - Barangay 16-B - Barangay 17-B - Barangay 18-B - Barangay 19-B - Barangay 2-A - Barangay 20-B - Barangay 21-C - Barangay 22-C - Barangay 23-C - Barangay 24-C - Barangay 25-C - Barangay 26-C - Barangay 27-C | - Barangay 28-C - Barangay 29-C - Barangay 3-A - Barangay 30-C - Barangay 31-D - Barangay 32-D - Barangay 33-D - Barangay 34-D - Barangay 35-D - Barangay 36-D - Barangay 37-D - Barangay 38-D - Barangay 39-D - Barangay 4-A - Barangay 40-D - Barangay 5-A - Barangay 6-A - Barangay 7-A - Barangay 8-A - Barangay 9-A - Bato - Bayabas - Biao Escuela - Biao Guianga - Biao Joaquin - Binugao - Bucana - Buda - Buhangin - Bunawan - Cabantian - Cadalian - Calinan - Callawa - Camansi - Carmen - Catalunan Grande | - Catalunan Pequeño - Catigan - Cawayan - Centro - Colosas - Communal - Crossing Bayabas - Dacudao - Dalag - Dalagdag - Daliao - Daliaon Plantation - Datu Salumay - Dominga - Dumoy - Eden - Fatima - Gatungan - Gov. Paciano Bangoy - Gov. Vicente Duterte - Gumalang - Gumitan - Ilang - Inayangan - Indangan - Kap. Tomas Monteverde, Sr. - Kilate - Lacson - Lamanan - Lampianao - Langub - Lapu-lapu - Leon Garcia, Sr. - Lizada - Los Amigos - Lubogan | - Lumiad - Ma-a - Mabuhay - Magsaysay - Magtuod - Mahayag - Malabog - Malagos - Malamba - Manambulan - Mandug - Manuel Guianga - Mapula - Marapangi - Marilog - Matina Biao - Matina Pangi - Matina Aplaya - Matina Crossing - Megkawayan - Mintal - Mudiang - Mulig - New Carmen - New Valencia - Pampanga - Panacan - Panalum - Pandaitan - Pangyan - Paquibato - Paradise Embak - Rafael Castillo - Riverside - Salapawan - Salaysay - Saloy | - San Antonio - San Isidro - Santo Niño - Sasa - Sibulan - Sirawan - Sirib - Suawan - Subasta - Sumimao - Tacunan - Tagakpan - Tagluno - Tagurano - Talandang - Talomo - Talomo River - Tamayong - Tambobong - Tamugan - Tapak - Tawan-tawan - Tibuloy - Tibungco - Tigatto - Toril - Tugbok - Tungakalan - Ubalde - Ula - Vicente Hizon Sr. - Waan - Wangan - Wilfredo Aquino - Wines |

### Klimaat
Davao is orkaanvrij. Het weer is er het hele jaar door vrij constant en kent dus in feite geen echt regenseizoen.

## Demografie
Davao City had bij de census van 2010 een inwoneraantal van 1.449.296 mensen. Dit waren 85.959 mensen (6,3%) meer dan bij de vorige census van 2007. Ten opzichte van de census van 2000 was het aantal inwoners gegroeid met 302.180 mensen (26,3%). De gemiddelde jaarlijkse groei in die periode kwam daarmee uit op 2,37%, hetgeen hoger was dan het landelijk jaarlijks gemiddelde over deze periode (1,90%).

De bevolkingsdichtheid van Davao City was ten tijde van de laatste census, met 1.449.296 inwoners op 2443,61 km², 593,1 mensen per km².

## Bestuur en politiek
Zoals alle steden in de Filipijnen wordt Davao City bestuurd door een burgemeester. De huidige burgemeester van de stad, Sara Duterte werd tijdens de verkiezingen van 2016 gekozen als opvolger van haar vader Rodrigo Duterte, die bij diezelfde verkiezingen werd gekozen tot president van de Filipijnen. De viceburgemeester van Davao is vanaf 30 juni 2013 Paolo Duterte. Hij is een broer van de burgemeester en vanuit zijn functie als viceburgemeester voorzitter van de stadsraad. Deze raad is samengesteld uit 27 raadsleden, waaronder de 24 gekozen raadsleden gelijk verdeeld over de drie kiesdistricten van Davao City.
Davao City heeft drie gekozen afgevaardigden in het Filipijnse Huis van Afgevaardigden, onderdeel van het Filipijns Congres. Elke afgevaardigde vertegenwoordigt een van de zes kiesdistricten van de stad. Bij de verkiezingen van 2016 werden de volgende politici gekozen tot afgevaardigden: Karlo Alexei Nograles (1e kiesdistrict), Mylene Garcia-Albano (2e kiesdistrict) en Alberto Ungab (3e kiesdistrict).
Lijst van burgemeesters van Davao City vanaf 1937
| - Santiago Artiaga (1937 - 1938) - Agustin Alvare (1938 - 1940) - Pantaleon Pelayo sr. (1940 - 1941) - Alfonso Oboza sr. (1941 - 1942) - Juan Sarenas (1943 - 1944) - Donato Endrig (1954 - 1955) - Apolinario Cabigon (1946 - 1946) - Fundador Villafuerte (1946 - 1947) - Leon A. Garcia (1947 - 1949) - Bernardo Teves (1949 - 1953) - Rodolfo Sarenas (1953 - 1954) - Julian Rodriguez sr. (1954 - 1655) - Carmelo Porra (1956 - 1967) | - Elias Lopez (1968-1971) - Luis T. Santos (1972 - 1981) - Elias Lopez (1981-1986) - Zafiro L. Respici (1986 - 1987) - Jacinto Rubillar (1987 - 1988) - Dominador Zuño jr. (1990 - 1991) - Rodrigo Duterte (1992 - 1998) - Benjamin C. de Guzman (1998 - 2001) - Rodrigo Duterte (2001 - 2010) - Sara Duterte (2010 - 2013) - Rodrigo Duterte (2013 - 2016) - Sara Duterte (2016 - heden) |

## Cultuur en recreatie

### Religie
98% van de bevolking van Davao is christen, daarvan is het overgrote deel rooms-katholiek (80%). Een kleine 2% van de stadsbevolking is moslim.

### Taal
Cebuano is de voornaamste taal in de stad, op grote afstand gevolgd door het Tagalog. Voor officiële papieren en in het onderwijs neemt het Engels er een zeer belangrijke plaats in.

### Onderwijs
In de stad Davao City zijn vijf universiteiten gehuisvest. Dit zijn de University of the Philippines Mindanao, de Ateneo de Davao University, de University of the Immaculate Conception, de University of Mindanao en University of Southeastern Philippines. Daarnaast zijn in de stad nog meer dan dertig andere onderwijsinstelling gevestigd die tertiair onderwijs geven, waaronder het Holy Cross of Davao College en Davao Doctors College.

## Foto's

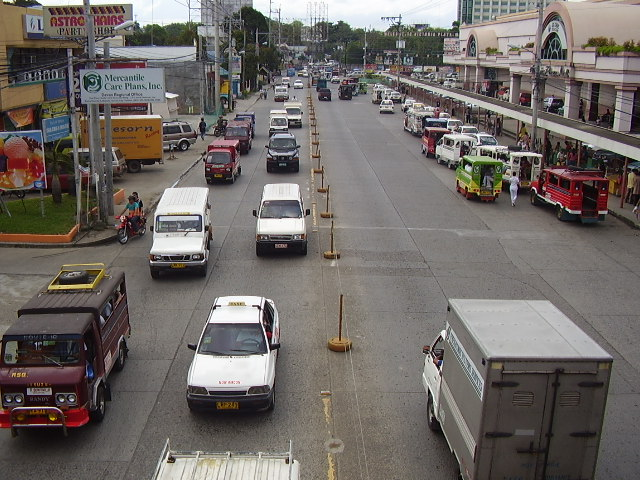
Victoria Plaza
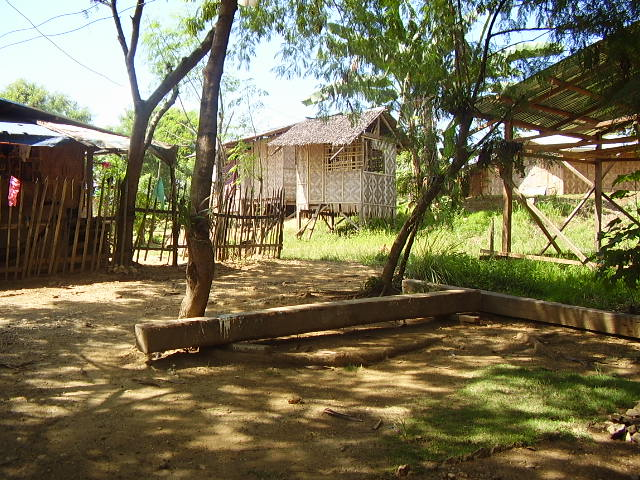
Ilang Davao City
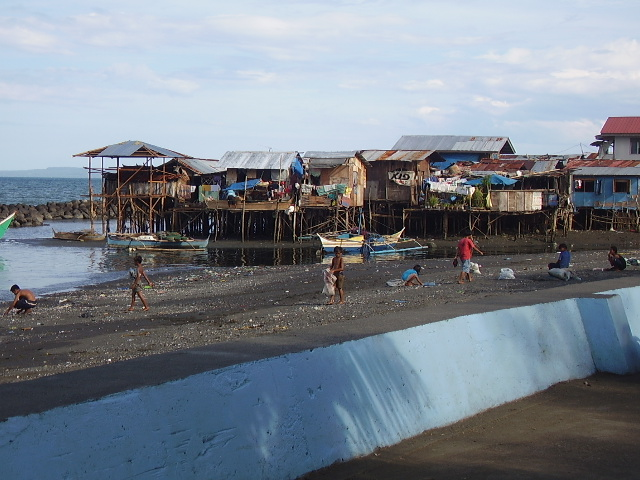
paaldorp nabij het stadspark
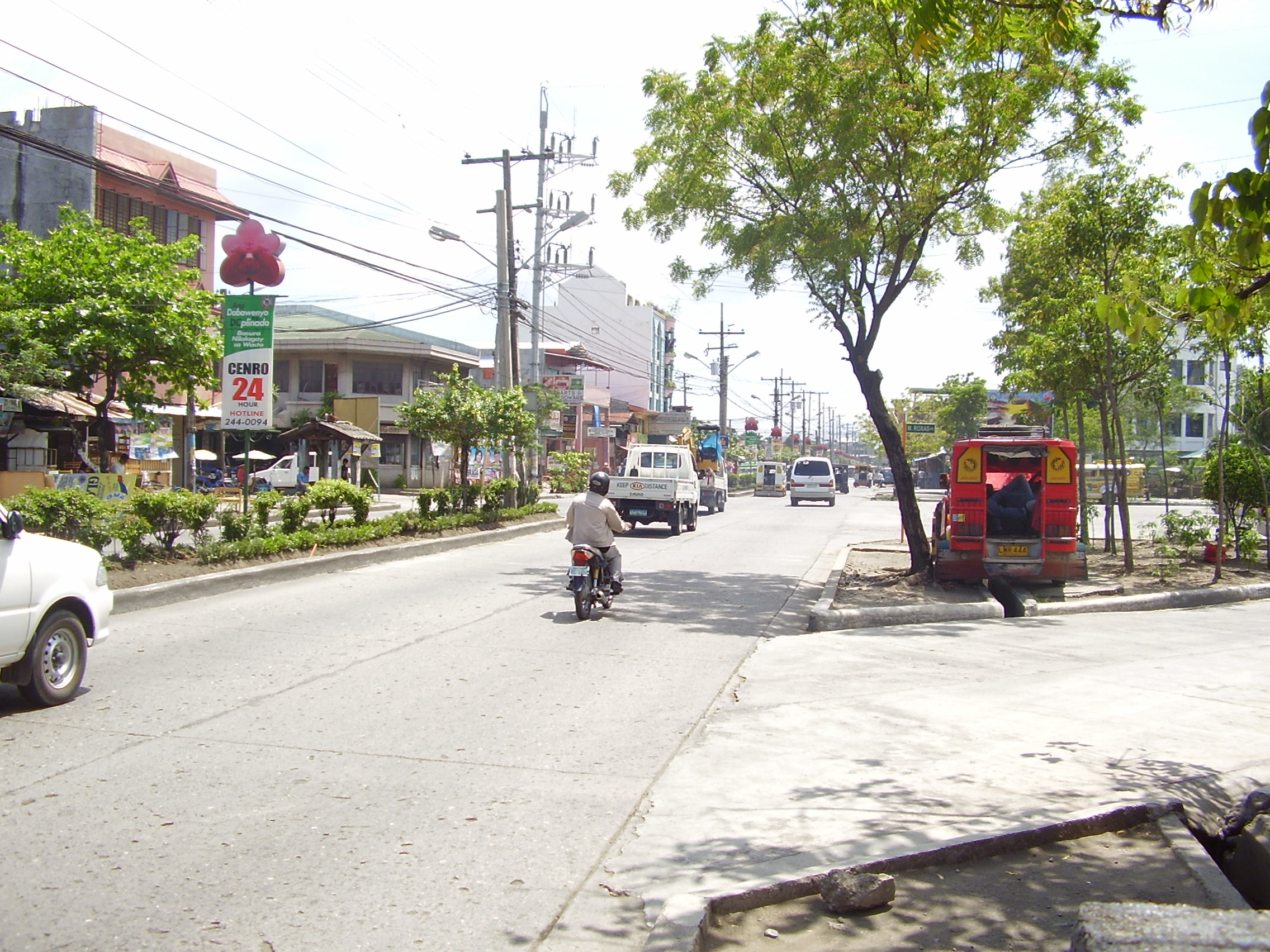
Quezon Boulevard

## Geboren in Davao City
- Ang Kiukok (1 maart 1931), kunstschilder en nationaal kunstenaar van de Filipijnen (overleden 2005);
- Prospero Nograles (30 oktober 1947), voorzitter van het Huis van Afgevaardigden;
- Antonio Carpio (26 oktober 1949), rechter hooggerechtshof van de Filipijnen;
- Erwin Emata (1973), bergbeklimmer;
- Lee Van Corteza (1 maart 1979), poolspeler.

Bansalan · Davao City · Digos · Hagonoy · Kiblawan · Magsaysay · Malalag · Matanao · Padada · Santa Cruz · Sulop